# Sándor Eleonóra
Sándor Eleonóra (Aranyosmarót, 1959. október 4.) néprajzkutató, újságíró, a bársonyos forradalom után, a Nyilvánosság az Erőszak Ellen (VPN) polgári kezdeményezés közéleti politikusa, a Független Magyar Kezdeményezés (FMK) egyik alapítója és a Csehszlovák Szövetségi Gyűlés alsóházának tagja.

## Élete
Kolonban és Gímesen járt magyar iskolába, majd a Pozsonyi Magyar Gimnáziumban érettségizett és 1986-ban a pozsonyi Comenius Egyetem néprajz szakán szerzett diplomát. 1990-ig a dunaszerdahelyi Csallóközi Múzeumban és a galántai Járási Múzeumban dolgozott néprajzkutatóként.

### Közéleti tevékenysége
A normalizáció időszaka alatt bekapcsolódott a szlovákiai magyar kisebbség ellenzéki mozgalmába. 1979-ben pozsonyi diákként kapcsolatba került egy Duray Miklós körüli ellenzéki csoporttal és más disszidensekkel. Dél-Szlovákiából szolgáltatott statisztikákat és információkat. A magyarországi disszidensekkel is kapcsolatba került, ahol filozófiai és történelmi előadásokon vett részt. Férje, szintén az ellenzéki mozgalomban tevékenykedő Tóth Károly volt. 1989-ben, a kommunista rendszer bukása előtt levelet írt a Literárny týždenník lapnak, amelyben kritizálta Ján Bobák a dél-szlovákiai magyarokról szóló cikkét annak marxista és nacionalista üzenete miatt. Ennek köszönhetően olyan szlovák ellenzékiek is felfigyeltek rá, mint Miroslav Kusý és Ján Langoš. Ezt követően hozták létre a PEN klub szlovákiai központját.
1989-ben, férjével a Független Magyar Kezdeményezés (FMK) alapító tagjai között voltak. 1990 januárjában a bársonyos forradalom utáni kooptációs folyamat részeként a Szövetségi Gyűlésben párton kívüli parlamenti képviselőként, illetve a Nyilvánosság az Erőszak Ellen mozgalom tagjaként kapott helyet. Az 1990-es választásokon a prágai Szövetségi Gyűlés Nemzetek Kamarájába csatlakozott mint képviselő, a Független Magyar Kezdeményezés (FMK) kisebbségi csoport tagjaként. Mandátuma végéig, azaz az 1992-es választásokig a Szövetségi Gyűlésben maradt.
1999-től a Szlovák Köztársaság Nemzeti Tanácsa irodájának munkatársa. 2006-ban a Szlovák Köztársaság Nemzeti Tanácsa Emberi Jogi Bizottságának titkára lett. Somorján él.

## Művei
Tanulmányai a szlovák–magyar államközi viszonyról, a szlovákiai nemzetiségi feszültségek kezelésének nemzetközi összefüggéseiről, a nemzetközi kisebbségi jogi dokumentumokról magyar, szlovák és angol nyelven jelennek meg.
- 2011 A Velencei Bizottság a kisebbségi törvénytervezetekről